# Ерышёвка (Воронежская область)
Ерышёвка — село в Павловском районе Воронежской области России, административный центр и единственный населённый пункт Ерышёвского сельского поселения.

## География
Располагается на окраине заповедного массива Шипов лес.

## История
Село основано осенью 1698 года беглыми из центральных областей России.
Согласно энциклопедическому словарю Брокгауза и Ефрона в конце XIX века село Ерышёвка (Ершовка тож) относилось к Павловскому уезду Воронежской губернии. В нём проживало 2147 человек (преимущественно великороссы) в 308 дворах, имелась церковно-приходская школа. Основным занятием жителей села было бахчеводство.